# Рабочая улица (Саратов)
Рабочая улица — одна из центральных улиц Саратова. Начинается от улицы Радищева и, пересекая Фрунзенский и Октябрьский районы, заканчивается близ Октябрьского ущелья.

## История
На плане Саратова 1803 года улицы ещё нет, однако есть два выделенных для застройки квартала, в одном из которых должно быть построено «вновь назначенное дворянское училище». Реальные постройки появились лишь в 1813 году. Стали на этой улице строить свои усадебные постройки дворяне, по этим постройкам улица и получила официальное имя Новодворянская (имя Дворянская уже было занято).
В период 1875—1900 гг вся улица официально называлась Дворянской, но жители именовали её так: от Никольской до Ильинской — Аничковской (по фамилии помещика, имевшего на этой улице особняк с усадьбой), следующий квартал — Петинской улицей (по фамилии штаб-ротмистра, жившего здесь), от Камышинского бульвара (на нынешней улице Рахова) и до конца — Дворянской улицей.
В первый год Советской власти улица Дворянская была переименована в улицу Крестьянскую. Позднее в честь рабочего класса молодого Советского государства улицу назвали Рабочей.

## Здания и сооружения
| Номер дома | Изображение | Описание |
| ---------- | ----------- | --- |
| 2          |             | Дом Банковской Д. Н. (угол ул. Радищева) |
| 10         |             | Жилой дом — сталинка (угол ул. Провиантская) |
| 21         |             | Дом Парусиновой Е. С. (угол ул. Горького) |
| 22         |             | Здание аэроклуба, бывшее здание Германского консульства (построено в 1908—1910 гг), затем Саратовский аэроклуб, выпускником которого был Ю. А. Гагарин |
| 23         |             | Театральный институт Саратовской государственной консерватории имени Собинова (угол ул. Горького)                                                      |
| 51         |             | Усадьба Горизонтова И. П. (угол ул. Чапаева) |
| 106        |             | «Юность» спортивный комплекс (угол ул. Пугачёва) |
| 106        |             | Детский парк (угол ул. Астраханская). Ворота на ул. Рабочая.                                                                                           |
| 116        |             | Саратовский театр драмы имени И. А. Слонова (угол ул. Университетская)                                                                                 |
| 145/155    |             | Областная консультативная диагностическая поликлиника                                                                                                  |

## Предприятия и учреждения
| Номер дома | Изображение | Описание                     |
| ---------- | ----------- | ---------------------------- |
| 105        |             | Завод Серп и Молот           |
| 139        |             | Саратовский агрегатный завод |
| 159        |             | Саратовская табачная фабрика |

## Транспорт
- Маршрутный автобус № 44 (на протяжении от Аткарской до Астраханской, движение только в одну сторону)

## Пересечения
Улица пересекает следующие улицы Саратова (начиная от Волги):
- Провиантская
- Максима Горького
- Вольская
- Чапаева
- Рахова
- Хользунова
- Пугачёвская
- Астраханская
- Железнодорожная
- Университетская
- Степана Разина
- Аткарская

Затем пересекает линию железной дороги (южная горловина станции Саратов I) (в этом месте автомобильного движения по улице нет)
- Емлютина
- Свинцовая

Заканчивается на улице Шелковичная, вблизи от ЖК Царицынский.